# عباس حسينوف
عباس حسينوف (13 يونيو 1995 بكنجه في أذربيجان - ) (بالأذرية: Abbas Hüseynov) هو لاعب كرة قدم أذربيجاني في مركز الدفاع. شارك مع منتخب أذربيجان لكرة القدم. أما مع النوادي، فقد لعب مع نادي إنتر باكو ونادي قره باغ.

## وصلات خارجية
- عباس حسينوف على موقع الاتحاد الدولي (مؤرشف)  (الإنجليزية)
- عباس حسينوف على موقع الاتحاد الأوربي (الإنجليزية)
- عباس حسينوف على موقع قاعدة بيانات كرة القدم.إي يو (الإنجليزية)
- عباس حسينوف على موقع ناشيونال فوتبول تيمز (الإنجليزية)
- عباس حسينوف على موقع Soccerway.com (الإنجليزية)